# Schwante
Schwante is een plaats in de Duitse gemeente Oberkrämer, deelstaat Brandenburg, en telt ongeveer 2000 inwoners.